# Sullivan's Island
Pour les articles homonymes, voir Sullivan.
Sullivan's Island est une île et un bourg américain situé à l'entrée de la baie et du port de Charleston dans le comté de Charleston en Caroline du Sud. Il comporte une population de 1 791 personnes selon le recensement de 2010, et est connu historiquement pour être l'un des points d'entrée principaux des esclaves pendant la traite des Noirs.

## Géographie
L'île de Sullivan se situe à 32°45'48 au nord, 79°50'16" à l'ouest.
L'île a une surface totale de 8,6 km2.  Elle est rattachée à Mount Pleasant, sur continent, par un pont routier tournant, le Ben M. Sawyer Memorial Bridge.

## Histoire
C'est une île où les Britanniques et les Espagnols ont combattu en 1776. 
Les Américains construisent le Fort Moultrie, sur le rivage ouest de l'île, qui a résisté au bombardement britannique.
Comparable à Ellis Island, 40 % des esclaves amenés en Amérique du Nord transitaient en effet par Sullivan's Island. Pour autant, le lieu n'est guère commémoré en tant que tel, hormis un petit banc avec une plaque apposée par la Société Toni Morrison en 2008. En revanche, la bataille de Sullivan's Island le 28 juin 1776, lors de la guerre d'indépendance, est largement célébrée en Caroline du Sud, la date étant fériée et connue sous le nom de Carolina Day (Jour de Caroline).
En 1775, le général William Moultrie, commandant du 2e régiment de Caroline du Sud, mène un raid sur un camp d'esclaves en fuite sur l'île de Sullivan, tuant 50 personnes et capturant le reste. L'île a été le principal point d'esclaves africains importés à Charleston, on estime que 40 % du total estimé de 400 000 Africains amenés aux États-Unis comme esclaves débarqués sur cette île.
En 1776, sur l'île au Fort Moultrie, le général William Moultrie empêche Henry Clinton et Peter Parker de prendre Charleston.

## Littérature
Le nouvelliste Edgar Allan Poe séjourna à Fort Moultrie de novembre 1827 à décembre 1828. L'intrigue du Scarabée d'or se déroule principalement sur l'île. Dans l'article Le Canard au ballon, il est dit qu'un ballon a voyagé de Grande-Bretagne jusqu'à Sullivan's Island en trois jours. La bibliothèque municipale, située dans une caserne militaire, est nommée selon le poète américain, et des rues tels que Raven (d'après son poème narratif Le Corbeau (en anglais : The Raven ) ) ou l'avenue Gold-Bug (en français : Scarabée d'or) commémorent son œuvre. Annabel Lee, le dernier poème écrit par Edgar Allan Poe, aurait été inspiré par la rencontre que le poète aurait eu avec une fille dont il serait tombé amoureux lorsqu'il séjournait à Fort Moultrie durant la guerre.